# 指輪物語 (映画)
『指輪物語』（原題: The Lord of the Rings、ビデオ題: 『ロード・オブ・ザ・リング 指輪物語』）は、1978年に公開されたアメリカのアニメーション映画。原作はJ・R・R・トールキンのファンタジー小説『指輪物語』で、監督はラルフ・バクシが務めた。
人間の演技を撮影したフィルムを一コマずつ絵にするというロトスコープ技法を全編にわたり用い、話題となった。
この映画は、ソウル・ゼインツのファンタジー・フィルムズ（Fantasy Films）がプロデュースし、1978年にユナイテッド・アーティスツが配給した。前半のみで終わった物語は別個につくられたランキン･バス･プロダクション版『王の帰還』で一部補完される形となっている。

## 声の出演
| 役名         | 俳優                         | 日本語吹替 | 日本語吹替 | 日本語吹替 |
| 役名         | 俳優                         | ソフト版   | 劇場公開版 |            |
| ------------ | ---------------------------- | ---------- | ---------- | ---------- |
| フロド       | クリストファー・ガード       | 大滝進矢   | 池水通洋   |            |
| ガンダルフ   | ウィリアム・スクワイアー     | 八奈見乗児 | 熊倉一雄   |            |
| サム         | マイケル・スコールズ         | 塩屋浩三   |            |            |
| アラゴルン   | ジョン・ハート               | 千田光男   | 納谷悟朗   |            |
| メリー       | サイモン・チャンドラー       | 大塚芳忠   |            |            |
| ピピン       | ドミニク・ガード             | 堀川りょう |            |            |
| ビルボ       | ノーマン・バード             | 西村知道   |            |            |
| ボロミア     | マイケル・グレアム・コックス | 島香裕     |            |            |
| レゴラス     | アンソニー・ダニエルズ       | 荒川太朗   | 市川治     |            |
| ギムリ       | デイヴィッド・バック         |            |            |            |
| ゴラム       | ピーター・ウッドソープ       | 納谷六朗   | 槐柳二     |            |
| サルマン     | フレイザー・カー             | 上田敏也   |            |            |
| セオデン     | フィリップ・ストーン         | 神山卓三   |            |            |
| 蛇の舌グリマ | マイケル・ディーコン         |            |            |            |
| エルロンド   | アンドレ・モレル             |            |            |            |
| 宿屋の主人   | アラン・ティルヴァーン       |            |            |            |
| ガラドリエル | アネット・クロスビー         | 小宮和枝   |            |            |
| 木の鬚       | ジョン・ウェストブルック     | 佐藤正治   |            |            |
| ナレーション |                              | 加藤正之   |            |            |

## 評価
宮崎駿は、実写のフィルムからセルを書き起こすライブアクションの技法を用いた作品には失敗例が多いとして、「元になる実写部分が拙劣ではバクシの『指輪物語』は成功するはずがなかった」と書いている。
アメリカで公開された際、漫画家の手塚治虫は渡米して鑑賞、傑作と評したが、宮﨑駿は「あれを傑作と評する神経が理解できない」と批判した。ただ手塚は「動く挿し絵」として作られているにも拘らず影がない点を誤算とし、ロトスコープ表現の多用されるシーンでそこを観賞したアニメファンが言った「アニメは死んだ」を引き苦言を呈している。

また、この作品で使用されたロトスコープの技術に影響を受け、後に手塚治虫は『火の鳥2772 愛のコスモゾーン』を制作するが、これに対しても宮﨑駿は「（人件費の削減等で）アニメの製作現場を過酷な環境にした張本人が、また手間のかかるものを持ち込んで」と批判した。